# Ianko López
Ianko López Ortiz de Artiñano (Bilbao, Vizcaya 5 de enero de 1976) es un gestor, redactor y crítico de arte español especializado en cultura y artes visuales. Colabora habitualmente en diversos medios de comunicación escribiendo sobre arte, diseño, arquitectura y cultura.

## Trayectoria profesional
Ianko López es gestor y periodista cultural. Licenciado en Administración de Empresas por la Universidad de Deusto en 1999, asimismo ha estudiado Historia del Arte por la UNED. Desde 2008 es Director técnico del Consorcio de Universidades de la Comunidad de Madrid y de la UNED para la Cooperación Bibliotecaria denominado Consorcio Madroño, cuyo  objetivo principal es incrementar la producción científica de sus universidades y mejorar la calidad de los servicios bibliotecarios .
Como redactor está especializado en arte, pero también cubre otros ámbitos culturales como patrimonio, arquitectura y urbanismo.Es colaborador habitual en el diario El País y sus revistas (El País Semanal, ICON, ICON Design, S Moda, Babelia), así como en la edición española de Vanity Fair, donde mantiene una columna mensual de opinión sobre cultura y el sistema del arte. Otros medios en los que colabora o ha colaborado con asiduidad son el diario El Periódico de Españay las revistas Traveler, Forbes y Archictectural Digest (AD)y con medios internacionales como la plataforma informativa de Art Basel.También escribe sobre cine, música, diseño, literatura y pensamiento, así como, ocasionalmente, viajes y estilo de vida.  Ha sido redactor jefe de la revista de arte semestral Curador.En el año 2015 Ianko López afirmaba en la revista Curador "Junto a los veteranos, una nueva generación de agentes se abre paso y conviene no perderles la vista. La tentación de afirmar que ellos representan el futuro del arte en nuestro país es poderosa".En este artículo destaca a Blanca de la Torre como uno de los jóvenes valores de la nueva generación, 10 años después, en el año 2025,  Blanca de la Torre ha sido nombrada directora del Museo de Valencia, el Instituto Valenciano de Arte Contemporáneo (IVAM).La revista digital de arte contemporáneo Arteinformado en su serie de entrevistas a personalidades del arte, denominada  Arte en diálogo, ha realizado una extensa entrevista a Ianko López.

## Publicaciones
Colaboraciones periódicas de Ianko López en diferentes mediosː
- Relación de artículos en el diario El País[16]

- Relación de artículos en la revista AD[17]

- Relación de artículos en Vanity Fair[18]

- Relación de artículos en Traveler[19]

- Tarea Doméstica número 1,  junto con Ignacio Vlemingy y María Díaz del Río 2023[20]